# Perijástruikgors
De perijástruikgors (Arremon perijanus) is een zangvogel uit de familie Emberizidae (gorzen).

## Verspreiding en leefgebied
Deze soort komt voor in Serranía del Perijá, noordoostelijk Colombia en noordwestelijk Venezuela.